# 15621 Ерікговланд
15621 Ерікговланд (15621 Erikhovland) — астероїд головного поясу, відкритий 29 квітня 2000 року.
Тіссеранів параметр щодо Юпітера — 3,329.